# Castellar del Vallès
Castellar del Vallès è un comune spagnolo di 18 255 abitanti situato nella comunità autonoma della Catalogna.
Nel comune esistono otto centri abitati:
| Centro abitato              | Abitanti (2006) |
| --------------------------- | --------------- |
| Aire-sol                    | 846             |
| Arenes, Les                 | 3               |
| Balcó de Sant Llorenç, El   | 500             |
| Can Font i Ca n'Avellaneda  | 854             |
| Castellar del Vallès        | 17.880          |
| Fruiters i la Virreina, Els | 352             |
| Pla de la Bruguera, El      | 40              |
| Sant Feliu del Racó         | 860             |
| Fuente: Municat             |                 |

## Altri progetti

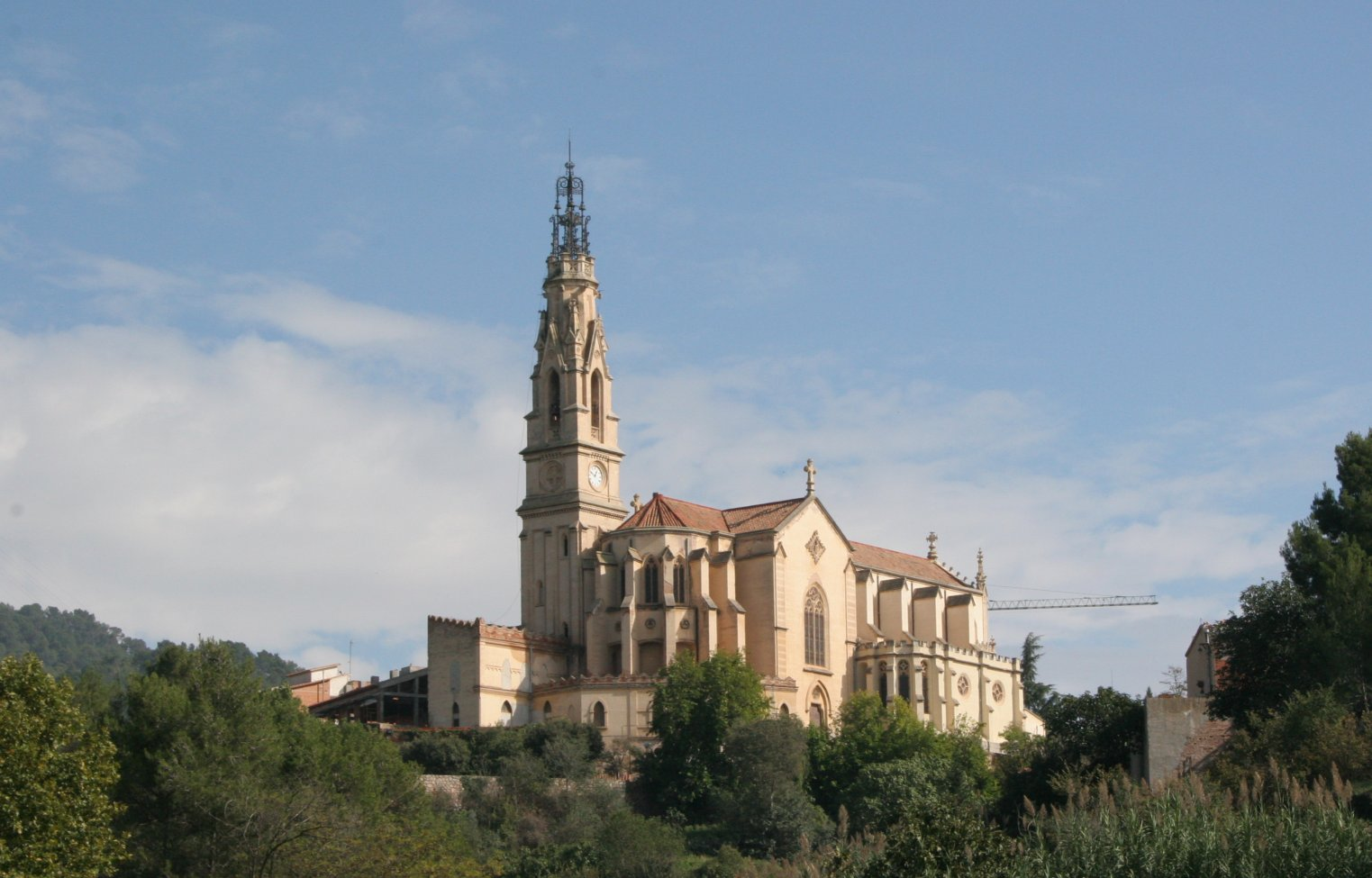
Iglesia de San Esteve. Castellar del Vallès

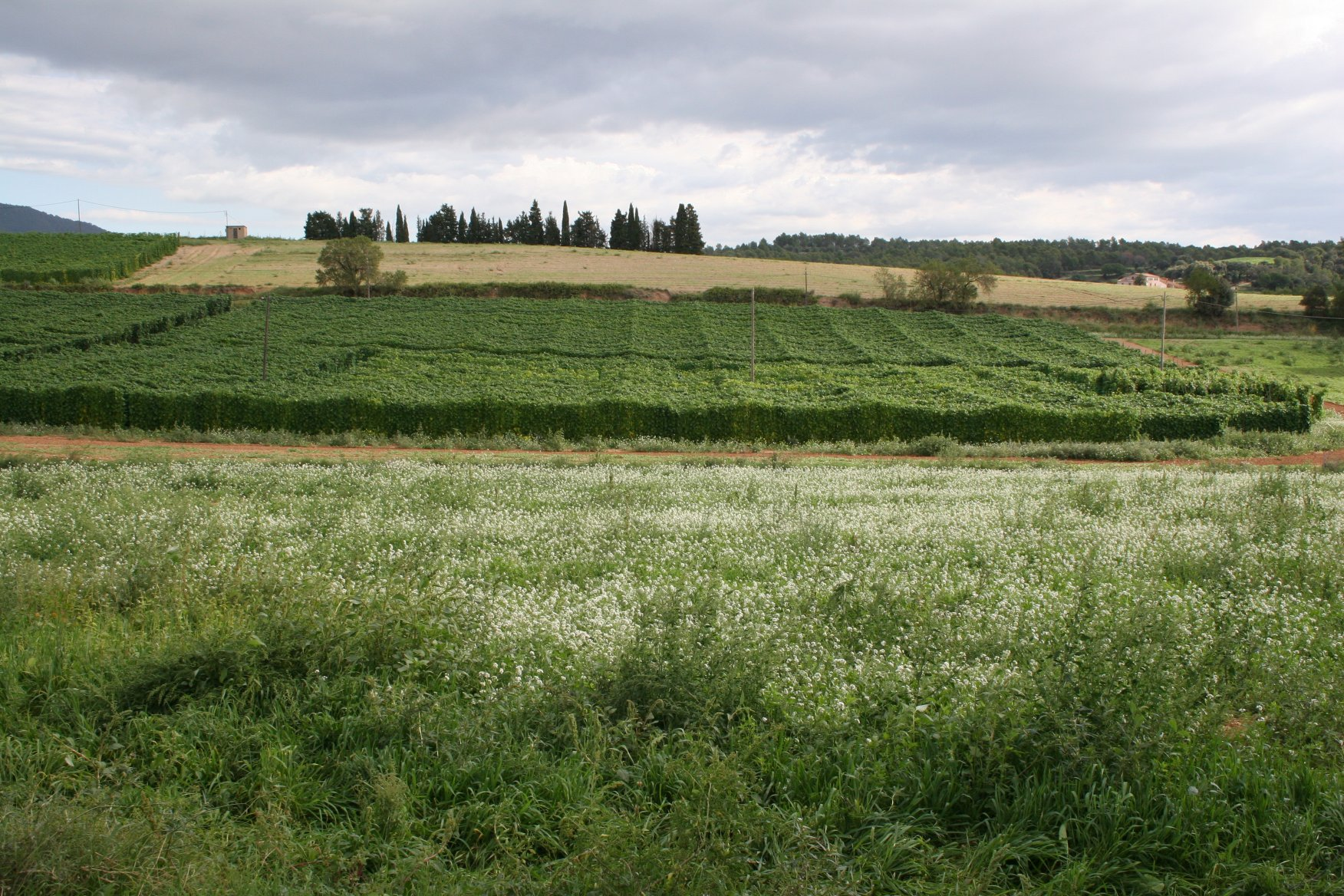
Castellar del Vallès

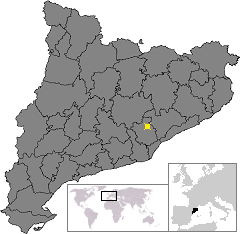
Localizzazione di Castellar del Vallès